# Snezjnogorsk (kraj Krasnojarsk)
Snezjnogorsk (Russisch: Снежногорск) is een plaats (posjolok) in het noorden van de Russische kraj Krasnojarsk aan de rivier de Chantajka op 50 kilometer van het stuwmeer van Chantajka en op 160 kilometer ten zuiden van de stad Norilsk. De plaats had 1.306 inwoners bij de volkstelling van 2002 en vormt onderdeel van Groot-Norilsk.
De plaats werd gesticht in 1963 als een nederzetting bij de bouw van een waterkrachtcentrale. De plaats heeft vliegverbindingen met Norilsk en Igarka. De stadsvormende onderneming is de Waterkrachtcentrale Oest-Chantajskaja met een vermogen van 144.000 Kw.